# Lasioserica dolangsae
Lasioserica dolangsae är en skalbaggsart som beskrevs av Ahrens 2004. Lasioserica dolangsae ingår i släktet Lasioserica och familjen Melolonthidae. Inga underarter finns listade i Catalogue of Life.